# Заремба Сергій Захарович
Сергій Захарович Заремба (23 січня 1947, Підбереззя — 27 січня 2003, Київ) — український історик, дослідник історії України доби середньовіччя, краєзнавець, пам'яткознавець. Член Українського комітету Міжнародної ради з питань пам'яток і визначних місць — ICOMOS. Заслужений діяч науки і техніки України (з 1997 року).

## Біографія
Народився 23 січня 1947 в селі Підбереззя Горохівського району Волинської області. Після закінчення у 1969 році історичного факультету Одеського державного університету працював методистом бюро пропаганди при правлінні Одеської обласної організації Українського товариства охорони пам'яток історії та культури (УТОПІК). У 1969–1970 роках проходив строкову службу в Радянській армії.
У 1970–1971 роках — консультант правління Одеської обласної організації Українського товариства охорони пам'яток історії та культури. У 1971–1974 роках — аспірант Інституту історії АН УРСР. В 1974 році під керівництвом докторів історичних наук О. І. Каменцевої та В. Г. Сарбея захистив кандидатську дисертацію на тему: «Хронологія українського літописання другої половини XVII — початку XVIII ст.».
У 1974–1979 роках — молодший науковий співробітник відділів історії феодалізму, джерелознавства та допоміжних історичних дисциплін, у 1979–1986 роках — старший науковий співробітник відділу історико-краєзнавчих досліджень Інституту історії АН УРСР. Досліджував історію українського літописання, питання історичного краєзнавства. Один з організаторів Всеукраїнських наукових конференцій з історичного краєзнавства (з 1980 року). У 1986–1990 роках — доцент кафедри історії Київського інженерно-будівельного інституту. З 1990 року — заступник голови УТОПІК. У 1991–2003 роках — директор Центра пам'яткознавства НАН України і УТОПІК. У 1996 році захистив докторську дисертацію на тему «Українське пам'яткознавство: Історія, теорія, сучасність».
Був членом редколегій часописів «Київська старовина», «Вісник УТОПІК», періодичних збірок наукових праць «Нові дослідження пам'яток козацької доби в Україні» (Випуски 1-11), «Проблеми архівознавства і джерелознавства», головним редактором збірки наукових статей «Праці Центру пам'яткознавства» (Випуски 1-5).
Жив в Києві в будинку на Оболонській площі, 3, на якому у 2011 році йому встановлено гранітну меморіальну дошку. Помер в Києві 27 січня 2003 року.
Похований у с. Копистирин Шаргородського району Вінницької області поруч з могилою матері. 

## Праці
- «Нариси з історії українського пам'яткознавства.» — Київ, 2002;
- «Українське товариство охорони пам'яток історії та культури. Історичний нарис.» — Київ, 1998;
- «Українське пам'яткознавство. Історія, теорія, сучасність.» — Київ, 1995;
- «Хронологія українського літописання (друга половина XVII — початок XVIII ст.).» — Київ., 1987;
- «Памятники истории и культуры Украинской ССР: Каталог-справочник.» — Київ, 1987 (у співавтостві);
- «Куликівська битва 1380 р. та її історичне значення.» — Київ, 1980.